# Lok Sabha
Lok Sabha (Dansk: Folkets Hus) er underhuset i Indiens parlament som består af Lok Sabha og overhuset Rajya Sabha.
Det maksimale antal medlemmer af Lok Sabha som er tilladt af Indiens forfatning er 552. Oprindeligt i 1950 var det 500.
Huset mødes i Lok Sabha Chambers i Sansad Bhavan, New Delhi.
Lok Sabha har sin egen tv-kanal Lok Sabha TV med hovedkontor i parlamentets lokaler.